# Prix littéraires du Gouverneur général 1964
Liste des Prix littéraires du Gouverneur général pour 1964, chacun suivi du gagnant.

## Français
- Prix du Gouverneur général : romans et nouvelles de langue française : Jean-Paul Pinsonneault, Les Terres sèches.
- Prix du Gouverneur général : poésie ou théâtre de langue française : Pierre Perrault, Au cœur de la rose.
- Prix du Gouverneur général : études et essais de langue française : Réjean Robidoux, Roger Martin du Gard et la religion.

## Anglais
- Prix du Gouverneur général : romans et nouvelles de langue anglaise : Douglas LePan, The Deserter.
- Prix du Gouverneur général : poésie ou théâtre de langue anglaise : Raymond Souster, The Colour of the Times.
- Prix du Gouverneur général : études et essais de langue anglaise : Phyllis Grosskurth, John Addington Symonds.